# (13825) Booth
(13825) Booth (1999 VJ87) – planetoida z grupy pasa głównego asteroid okrążająca Słońce w ciągu 4,08 lat w średniej odległości 2,55 j.a. Odkryta 4 listopada 1999 roku.